# Mobb Deep
Mobb Deep, també conegut com The Infamous Mobb Deep, va ser un duo de rap format per Havoc (MC i Productor) i Prodigy (MC) (originaris de Queensbridge, Nova York, a Long Island City).
Es van fer especialment coneguts pel seu segon àlbum, The Infamous, i pel reeixit senzill que l'acompanyava, "Shook Ones Pt. II".
El duo va pertànyer a la família G-Unit Records, a més d'estar afiliat al ALC, productora de The Alchemist fins a 2017.

## 1992-1994: Inicis de carrera
Havoc i Prodigy es van conèixer en el prestigiós institut d'Art i Disseny de Manhattan. Creixent en entorns hostils de pobresa, drogues i violència de les bandes de carrer, Mobb Deep va intentar expressar totes les experiències de la seva vida a través del rap. Van gravar el seu primer àlbum, Juvenile Hell, en 1993. Alhora que el rap de la Costa Est era dominat pel jazz-rap de Tribe Called Quest i De la Soul, i els estils afro-cèntrics de Brand Nubian i Public Enemy, l'estil de Mobb Deep va reflectir el dur clima de la ciutat de Nova York de finals dels 80 i principis dels 90. Havoc i Prodigy eren encara adolescents al moment del seu debut, i van sorprendre a molts per la naturalesa violenta de l'àlbum. Encara que el disc no fos ben rebut pel públic, es va mostrar el talent del duo, la química única de la lírica de Prodigy, combinat amb els ritmes malenconiosos de Havoc. Gràcies a aquest estil únic, van signar per Loud Records, i van començar a gravar el seu segon àlbum, The Infamous, en 1995, que posicionaria al duo en la comunitat de l'hip-hop.

## 1995–2000: Èxit
Encara a una edat jove, el duo va aconseguir l'èxit dins l'escena del rap per les seves franques narracions de la vida al carrer. Com amb la seva primera producció lírica, Mobb Deep va retratar la lluita diària per sobreviure a Queensbridge, Nova York. Després del seu llançament, The Infamous es va convertir en un dels àlbums més influents del rap de la Costa Est. Havoc es va encarregar de gran part de les produccions de l'àlbum, amb ritmes durs i directes. El senzill "Shook Ones Pt. II" va ser tot un èxit dins de la comunitat de l'hip-hop. El seu segon àlbum, Hell on Earth, va ser llançat en 1996, debutant en la sisena posició en la llista d'àlbums de Billboard. L'àlbum va seguir sent una representació de la "street life", malgrat allunyar-los una mica del hardcore rap, amb col·laboracions de rapers de la Costa Est com Notorious B.I.G., membres del col·lectiu Wu-Tang Clan, Jay-Z i Nas.
Per aquell temps, la guerra entre costes havia començat. Mobb Deep va recolzar a la Costa Est, liderada per The Notorious B.I.G.. El duo va parlar de 2Pac burlant-se d'ell, sobre que l'havien violat a la presó, en conseqüència 2Pac al sortir de la presó a finals de 1995 els atacaria igual que a altres artistes com The Notorious B.I.G., Jay-Z, Puff Daddy, Nas i Chino XL en diverses cançons, el més conegut va ser Hit 'Em Up on es burlava de la malaltia de Prodigy, a part de descriure'ls com uns noiets que es creien gangsters mentre que abans l'havien admirat. Al juny de 1996, 2Pac creia que les disputes amb Mobb Deep havien acabat. doncs no l'havien respost, no obstant això, a l'estiu de 1996 van treure el disc Hell on Earth on la cançó "Drop a Gem on 'Em" tornava a insultar a Tupac. Aquest reprendria el beef i continuaria insultant-los fins a la seva mort al setembre de 1996.
En 1999, el duo va alliberar l'àlbum Murda Muzik. Malgrat l'extens contraban (gairebé trenta cançons de material inèdit van circular per Internet) i innombrables retards, l'àlbum va debutar en la tercera posició de la llista de Billboard, destacant el senzill "Quiet Storm". Poc després, Prodigy va llançar el seu esperat debut en solitari H.N.I.C. (2000), en el qual el raper col·labora amb altres artistes (B.G., N.O.R.I.) i productors (The Alchemist, Rockwilder i Just Blaze).

## 2001-2004: Caiguda
Després del llançament de Murda Muzik, el raper Jay-Z va parlar sobre el duo, fet que els va donar més publicitat. En l'espectacle Hot 97 Summer Jam de 2001, Jay-Z va interpretar "Takeover", en el qual atacava a Mobb Deep i més tard inclouria en el seu àlbum The Blueprint. També va revelar fotos en la qual suposadament apareixia Prodigy vestint un vestit de dansa en 1988.
Posteriorment, Mobb Deep va llançar Infamy en 2001. L'àlbum va marcar un canvi d'estil que va allunyar al duo de la cruesa i foscor dels seus anteriors treballs, oblidant les seves arrels i gravant temes més comercials com "Hey Luv". Van ser tatxats de comercials i van perdre molts admiradors, encara que aquests canvis donessin a Mobb Deep més varietat. Molts crítics i fans van atribuir que les disputes de Prodigy amb Jay-Z estaven danyant la imatge dura i decidida de Mobb Deep i les seves vendes (tenint en compte que Infamy va lluitar per arribar a l'estatus or, mentre que Murda Muzik va ser platí). Prodigy va notar que la seva llarga lluita contra l'anèmia drepanocítica i les seves disputes amb Jay-Z havien canviat la seva perspectiva.
En 2003, el grup va abandonar Loud Records i va gravar The Murda Mixtape, mentre buscaven un nou segell discogràfic. Jive Records va signar al duo i posteriorment llançarien Amerikaz Nightmare en 2004, vist pel públic com un àlbum molt feble comparat amb els èxits anteriors del duo, i per les poques vendes Jive records els va acomiadar.

## 2005–2017
Al juny de 2005, Havoc i Prodigy van sorprendre als fans quan van anunciar que tenien un contracte amb G-Unit Records. Per acompanyar l'ambient dins de G-Unit Records, els dos artistes es van crear nous pseudònims. Havoc es va convertir a Hollywood i Prodigy en V.I.P., compartint aquests amb els àlies originals. 50 Cent tenia relació, ja que va créixer prop d'ells, a Jamaica, Queens, i també va usar a Havoc com a productor en alguna ocasió de Lloyd Banks i Tony Yayo. Les relacions es van intensificar quan tant Mobb Deep com 50 Cent es van fer tatuatges prometent-se fidelitat. Prodigy es va tatuar les paraules "G-Unit" a la seva mà dreta, mentre que 50 va fer el mateix amb "Mobb Deep" en la seva canella. Després de signar per G-Unit, els dos membres del grup van rebre com a regal Porsches.
Mobb Deep va llançar el seu nou àlbum, Blood Money, el 2 de maig de 2006. En ell, col·laboraven 50 Cent, Lloyd Banks, Tony Iaio i Young Buck, a més de Mary J. Blige i Nate Dogg. Aquest va ser el seu setè àlbum d'estudi. Amb un dels noms més reconeguts en l'hip-hop, ells esperaven que G-Unit els ajudés a cridar l'atenció d'un nou públic. El primer senzill va ser "Put 'Em in Their Place".El grup es va dissoldre després de la defunció d'Albert Johnson "Prodigy" el 20 de juny de 2017 a causa la malaltia que patia..

## Discografia

### Àlbums
| Any  | Àlbum              | Posicions en llista | Posicions en llista | Posicions en llista | Certificat (RIAA) |  |
| Any  | Àlbum              | Billboard 200       | US R&B/Hip-Hop      | UK Albums Chart     | Certificat (RIAA) |  |
| ---- | ------------------ | ------------------- | ------------------- | ------------------- | ----------------- |  |
| 1996 | Hell on Earth      | #25                 |                     |                     | Or                |  |
| 1999 | Murda Muzik        | #3                  | #2                  |                     | Platí             |  |
| 2001 | Infamy             | #22                 | #1                  |                     | Or                |  |
| 2004 | Amerikaz Nightmare | #4                  | #2                  |                     |                   |  |
| 2006 | Blood Money        | #1                  | #1                  |                     |                   |  |

### Altres
| Any  | Àlbum               | Posicions en llista | Posicions en llista | Posicions en llista | Certificat (RIAA) |
| Any  | Àlbum               | Billboard 200       | US R&B/Hip-Hop      | UK Albums Chart     | Certificat (RIAA) |
| ---- | ------------------- | ------------------- | ------------------- | ------------------- | ----------------- |
| 2009 | The Safe is Cracked |                     |                     |                     |                   |
| 2011 | Black Cocaine EP    |                     |                     |                     |                   |

### Senzills
| Any  | Cançó                                           | O.S. Hot 100 | O.S. R&amp;B | O.S. Rap | UK singles | Àlbum                          |
| ---- | ----------------------------------------------- | ------------ | ------------ | -------- | ---------- | ------------------------------ |
| 1993 | "Hit it From the Back"                          |              |              | #18      |            | Juvenile Hell                  |
| 1995 | "Shook Ones Pt. II"                             | #59          | #52          | #7       |            | The Infamous                   |
| 1995 | "Survival of the Fittest"                       | #69          | #60          | #10      |            | The Infamous                   |
| 1995 | "Temperature's Rising" (amb Crystal Johnson)    |              |              | #33      |            | The Infamous                   |
| 1996 | "Hell on Earth (Front Lines)"                   |              | #57          | #13      |            | Hell on Earth                  |
| 1997 | "G.O.D. Pt. III"                                |              | #64          | #18      |            | Hell on Earth                  |
| 1997 | "Hoodlum" (amb Big Noyd & Rakim)                |              |              | #29      |            | Hoodlum OST                    |
| 1999 | "Quiet Storm"                                   |              | #35          | #17      |            | Murda Muzik                    |
| 1999 | "It's Mine" (amb Nas)                           |              | #71          | #25      |            | Murda Muzik                    |
| 2000 | "O.S.A. (Aiight Then)"                          |              | #95          | #36      |            | Murda Muzik                    |
| 2000 | "Keep it Thoro"                                 |              | #97          | #17      |            | H.N.I.C.                       |
| 2001 | "Rock Dat Shit"                                 |              |              | #33      |            | H.N.I.C.                       |
| 2001 | "I.B.I. (Young Black Entrepreneurs)" (amb B.G.) |              |              | #42      |            | H.N.I.C.                       |
| 2001 | "The Learning (Burn)" (amb Big Noyd & Vita)     |              | #56          | #14      |            | Infamy                         |
| 2002 | "Hey Luv (Anything)" (amb 112)                  | #58          | #32          |          |            | Infamy                         |
| 2002 | "Get Away"                                      |              | #75          |          |            | Infamy                         |
| 2003 | "Double Shots" (amb Big Noyd)                   |              | #81          |          |            | Free Agents: The Murda Mixtape |
| 2004 | "Got It Twisted"                                | #64          | #23          | #18      |            | Amerikaz Nightmare             |
| 2004 | "Real Gangstaz" (amb Lil' Jon)                  |              | #49          |          |            | Amerikaz Nightmare             |
| 2005 | "Outta Control (Remix)" (50 Cent & Mobb Deep)   | #6           | #11          | #5       |            | Outta Control CDS/Blood Money  |
| 2006 | "Have A Party" (amb Nate Dogg & 50 Cent)        |              | #49          | #23      |            | Blood Money                    |
| 2006 | "Put Em In Their Place"                         |              | #59          |          |            | Blood Money                    |
| 2006 | "Give It to Me" (amb Young Buck)                |              |              |          | #59        | Blood Money                    |